# ميغان هودج
ميغان هودج (بالإنجليزية: Megan Hodge) (15 أكتوبر 1988 في الولايات المتحدة - ) هي لاعب كرة طائرة شاطئية ولاعبة كرة طائرة الولايات المتحدة في مركز ضارب خارجي ‏. شاركت في الألعاب الأولمبية الصيفية 2012. ولعبت مع إيموكو فولي.

## وصلات خارجية
- ميغان هودج على موقع الاتحاد الأوروبي (الإنجليزية)
- ميغان هودج على موقع عالم الكرة الطائرة (الإنجليزية)
- ميغان هودج على موقع دوري الدرجة الأولى الإيطالي للكرة الطائرة - سيدات (الإيطالية)
- ميغان هودج على موقع اللجنة الأولمبية الدولية (الإنجليزية)
- ميغان هودج على موقع أوليمبيديا (الإنجليزية)
- ميغان هودج على موقع اللجنة الأولمبية والبارالمبية الأمريكية (الإنجليزية)